# Praia Pascual
Praia Pascual é um balneário(pt-BR) ou estação balnear(pt-PT?) uruguaio que se localiza a menos de 30 km de Montevidéo, no sudeste do departamento de San José. 